# Gemeine Eintagsfliege
Die Gemeine Eintagsfliege oder Braune Maifliege (Ephemera vulgata) ist eine Eintagsfliege aus der Familie der Ephemeridae.

## Merkmale

### Imagines
Die Imagines der Gattung Ephemera haben durchsichtige Flügel mit einer auffallenden, braunen Fleckenzeichnung entlang einiger Queradern des Vorderflügels. Bei Ephemera vulgata wirken die Flügel oft etwas bräunlich mit dunklem Adernetz. Am Hinterleibsende sitzen, wie bei den meisten Eintagsfliegen, drei Schwanzfäden. Die Arten der Gattung sind anhand der Penisloben (lateinisch lobus ‚Lappen‘, Pl.: Lobi oder Loben) der Männchen und vor allem anhand der Hinterleibszeichnung bestimmbar. Bei Ephemera vulgata trägt der gelbliche Hinterleib auf allen Segmenten oben zwei dunkle, langgezogene Flecken, die dreieckig (mit Basis nach vorn) sind. Zusätzlich sitzen auf den Rückenschilden (Tergiten) 7 bis 9 zwei schmale, lange Striche. Männchen erreichen eine Körperlänge von 15 bis 21 Millimetern, mit Schwanzfäden 30 bis 35 mm, die Weibchen sind mit 17 bis 24 Millimetern etwas länger, haben aber kürzere Schwänzchen, so dass ihre Gesamtlänge nur 22 bis 27 Millimeter beträgt. Die Vorderflügellänge der Männchen beträgt 15 bis 17, die der Weibchen 18 bis 23 Millimeter.

### Larven

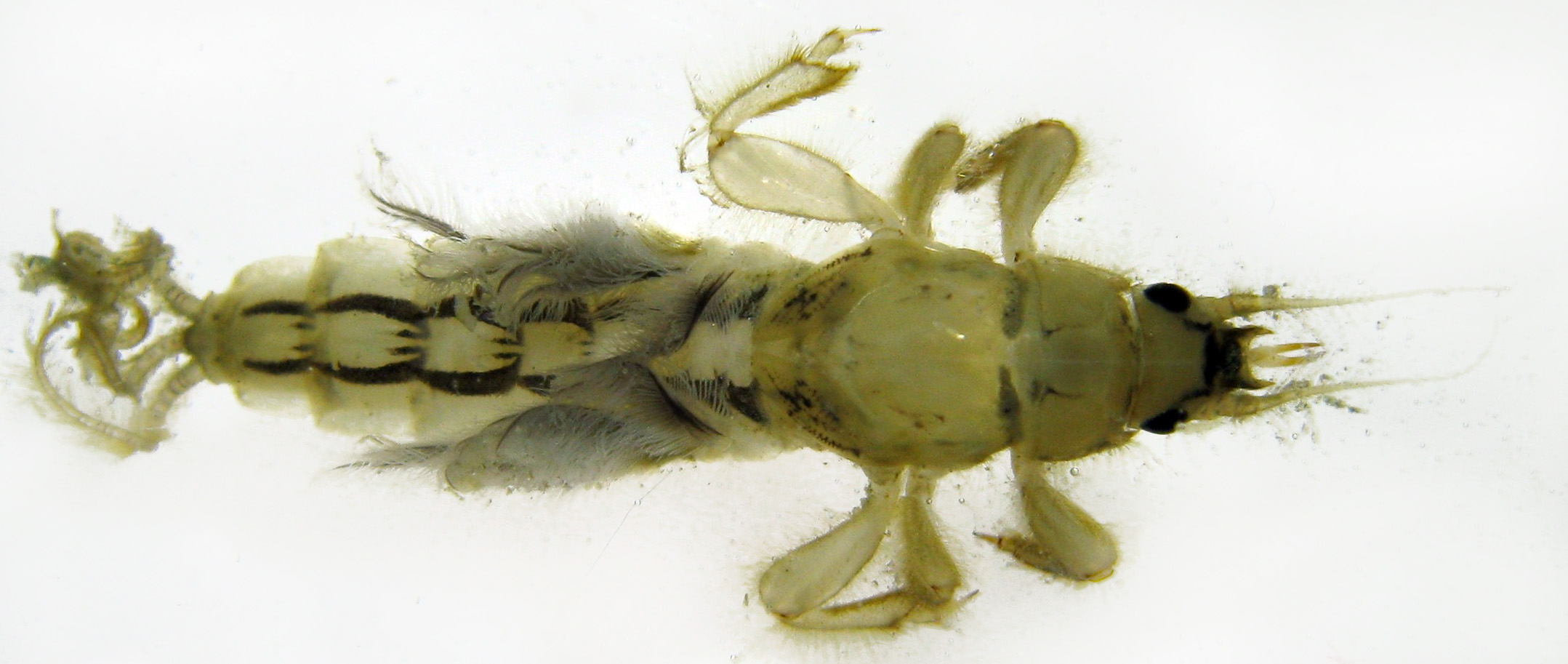
Larve

Die Larven entwickeln sich wie bei allen Eintagsfliegen in direkter Entwicklung zur Imago, man spricht deshalb auch von Nymphenwerden. Sie sind 16 bis 18 Millimeter lang und besitzen wie die Imago drei Schwanzfäden, mit denen sie 22 bis 30 Millimeter lang werden. Beine und Schwanzfäden sind aufgrund der grabenden Lebensweise recht kurz. Sie sind gelblichweiß gefärbt mit dunkler Zeichnung. Auf dem Hinterleib sitzen sieben Paar Tracheenkiemen, die aus zweiästigen schmalen, am Rande federförmig gefransten Lamellen bestehen. Die Kiemen sitzen seitlich am Abdomen an und ziehen sich schräg nach hinten über dessen Oberseite, so dass sie vor allem auf dem Rücken liegen, sie stehen nicht seitlich vor. Der Kopf der Tiere ist auffallend durch einen weit nach vorn vorragenden, dornförmigen Zahn der Mandibeln, die Zähne sind glatt und etwas nach außen gebogen, sie dienen als Grabwerkzeuge.
Die Larven tragen auf der Oberseite des Hinterleibs (also im Leben durch die Kiemen verdeckt!) eine auffallende dunkle Zeichnung, die derjenigen der Imagines ähnelt und ebenfalls zur Artbestimmung herangezogen werden kann. (Die Zeichnung liegt unterhalb der Kutikula und bleicht an konservierten Tieren aus.) Im Gegensatz zu Ephemera lineata und Ephemera glaucops tragen die hinteren Abdominalsegmente (sechs bis neun) eine braune Fleckenzeichnung aus je einem Paar seitlicher breiter und einem Paar innerer dünner Längsstreifen. Im Gegensatz zu Ephemera danica sind auch die vorderen Abdominaltergite ähnlich gezeichnet, während sie bei danica höchstens kleine Punkte tragen. Außerdem trägt die Tibia der Vorderbeine bei danica außen eine zahnförmige Verlängerung, die vulgata fehlt.

## Lebensweise
Die Larve von Ephemera vulgata lebt grabend im Gewässergrund, in den sie mit den Mandibelfortsätzen und den kurzen, kräftigen Vorderbeinen kleine U-förmige Tunnel graben, in denen sie leben. Die Larve erzeugt einen Wasserstrom durch den Tunnel, aus dem sie mit den Mundwerkzeugen Nahrungspartikel herausfiltert. Daneben können sie auch das Sediment nach Nahrung durchwühlen oder angespültes Material von der Oberfläche absammeln. Nahrung ist feine, abgestorbene organische Substanz, vor allem pflanzlicher Herkunft (Detritus). Die Art hat in Mitteleuropa überwiegend einen zweijährigen Entwicklungszyklus (semivoltin), d. h. die Larven überwintern einmal und schlüpfen erst im zweiten Jahr nach der Eiablage. Die schlupfreife Larve lässt sich vom Grund zur Gewässeroberfläche aufsteigen, sie häutet sich an der Oberfläche und fliegt danach direkt auf. Der Schlupf erfolgt tagsüber, meist in den Mittagsstunden, häufig synchronisiert als Massenschlupf zahlreicher Individuen gleichzeitig. Wie typisch für alle Eintagsfliegen, häutet sich die ausfliegende Subimago (mit milchig getrübten, behaarten Flügeln) abseits des Gewässers noch einmal zur Imago.
Bei Ephemera-Arten bilden die Männchen Schwärme, die meist etwas abseits des Gewässers fliegen. Im Gegensatz zu Ephemera danica schwärmt vulgata nicht in den Baumkronen, sondern dicht über dem Boden. In diese Männchenschwärme fliegen die Weibchen zur Paarung ein. Die Paarung erfolgt im Flug. Das Weibchen legt die befruchteten Eier im Flug ab. Dabei stößt es im Zickzackflug zur Wasseroberfläche herunter, taucht die Hinterleibsspitze ins Wasser und lässt die herausgequollenen Eier abspülen, die sich am Gewässergrund verteilen. Nachdem alle Eier abgelegt sind, fällt es tot zu Boden oder meist noch auf die Wasseroberfläche. Die Imagines leben nur wenige Tage lang und nehmen in dieser Zeit keine Nahrung auf.

## Lebensraum
Die Larven von Ephemera vulgata leben am Gewässergrund sowohl von fließenden wie auch von stehenden Gewässern. Zum Eingraben benötigen sie Gewässer mit Sand- oder Schlammgrund. Die Art tritt verbreitet in Seen auf, meidet aber Kleingewässer wie Tümpel oder Weiher. In Fließgewässern bevorzugt sie große, langsam fließende Flüsse (Potamal), sie kommt normalerweise nicht in Bächen vor. Sie meidet Gewässer mit stärkerer Strömung. Heute ist sie verbreitet in zahlreichen Schifffahrtskanälen zu finden.
Die Art ist gegenüber organischer Gewässerverschmutzung nicht sehr empfindlich: Ihr Saprobienindex beträgt 2,3, sie kann also auch in mäßig verschmutzten Flüssen noch überleben. Heute ist sie aber aufgrund der stärkeren Verschmutzung und des Gewässerverbaus an Flüssen seltener anzutreffen als an stehenden Gewässern. In Seen kann sie in stark verschmutzten (hypertrophen) Gewässern nicht überleben, weil hier der Gewässergrund sauerstofffrei ist.
Ephemera vulgata benötigt neutrale oder basische Gewässer und kann nicht in versauerten Gewässern überleben.

## Verbreitung
Die Art lebt in fast ganz Europa, vom Norden Norwegens bis nach Griechenland, sie kommt auch in Anatolien vor. Sie fehlt nur in Irland und Island. In den Alpenländern und großen Teilen Südosteuropas gilt sie aber als selten. In Mitteleuropa ist sie regional durch die Degradation der großen Flüsse und Ströme seltener geworden.